# 東京デザイン専門学校

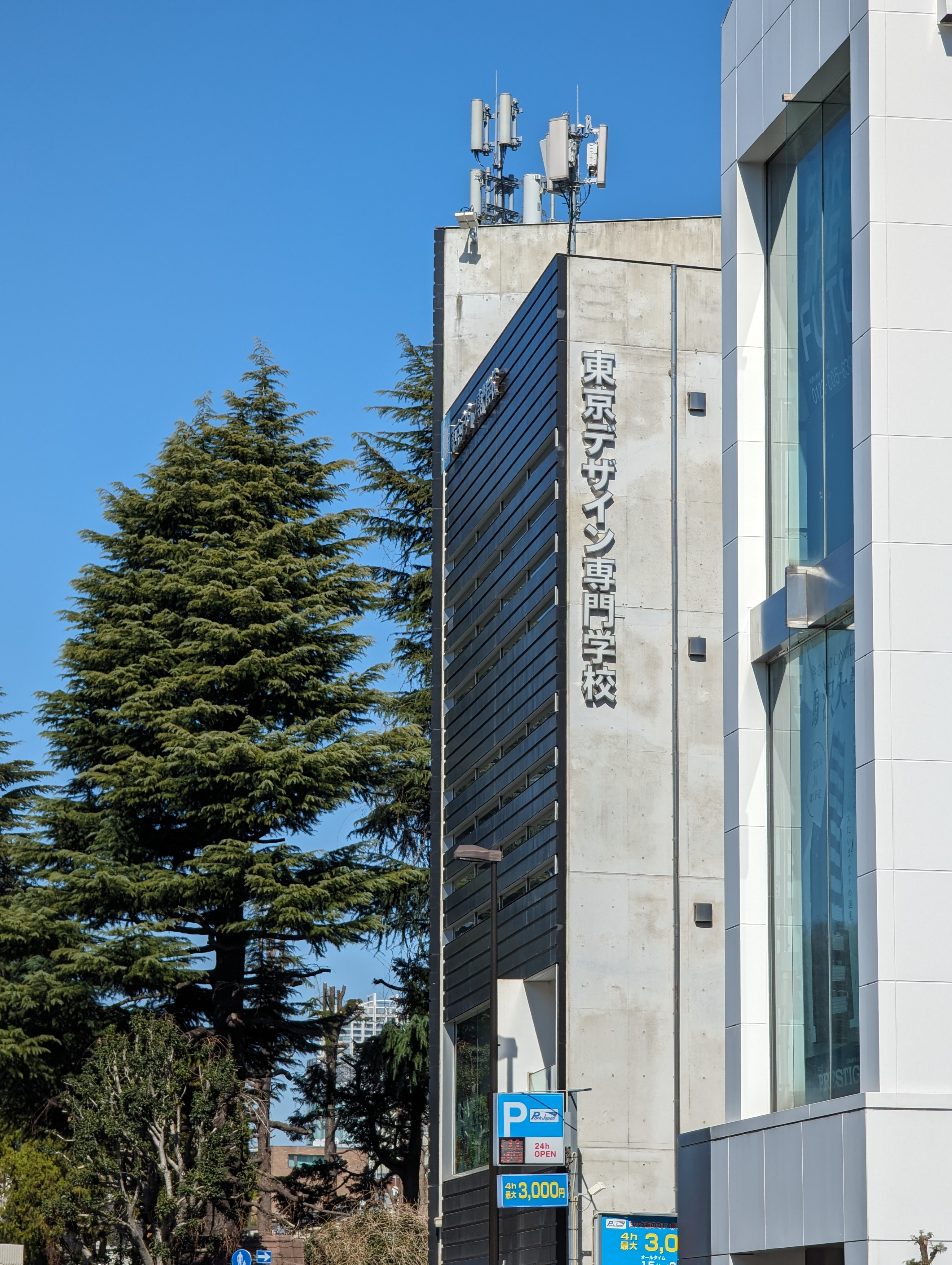
東京デザイン専門学校（2024年3月）

東京デザイン専門学校（とうきょうデザインせんもんがっこう）は、東京都渋谷区千駄ヶ谷にある私立の専門学校。設置者は学校法人原宿学園。

## 設置学科
- ビジュアルデザイン科
- クリエイティブアート科
- グラフィックデザイン科
- イラストレーション科
- マンガ科
- アニメーション科
- インテリアデザイン科
- 空間ディスプレイデザイン科
- ファッションアクセサリー科

## 沿革
- 1966年（昭和41年）：創設

## 所在地
- 東京都渋谷区千駄ケ谷3-62-8

## 関連人物
- 小林登志子（学校長）
- 加藤淳（非常勤講師）

## 出身者
- 井田國彦
- 佐藤敏夫
- 中越典子
- 風間トオル
- 臼井静
- 青山定司
- 船水紀孝
- 副島成記
- 桜井青
- 島田ゆか
- 宇田鋼之介
- 吉野敏充
- つくしあきひと
- コザキユースケ
- K-SuKe
- 小林勇貴